# Pheloconus bosqi
Pheloconus bosqi – gatunek chrząszcza z rodziny ryjkowcowatych.

## Zasięg występowania
Ameryka Południowa, występuje w Argentynie, Boliwii, Brazylii, Paragwaju oraz Urugwaju.

## Budowa ciała
Ubarwienie pstrokate, jasnobrązowe z licznymi czarnymi plamkami. Ciało pokryte jasną szczecinką.